# ミスシックスティ

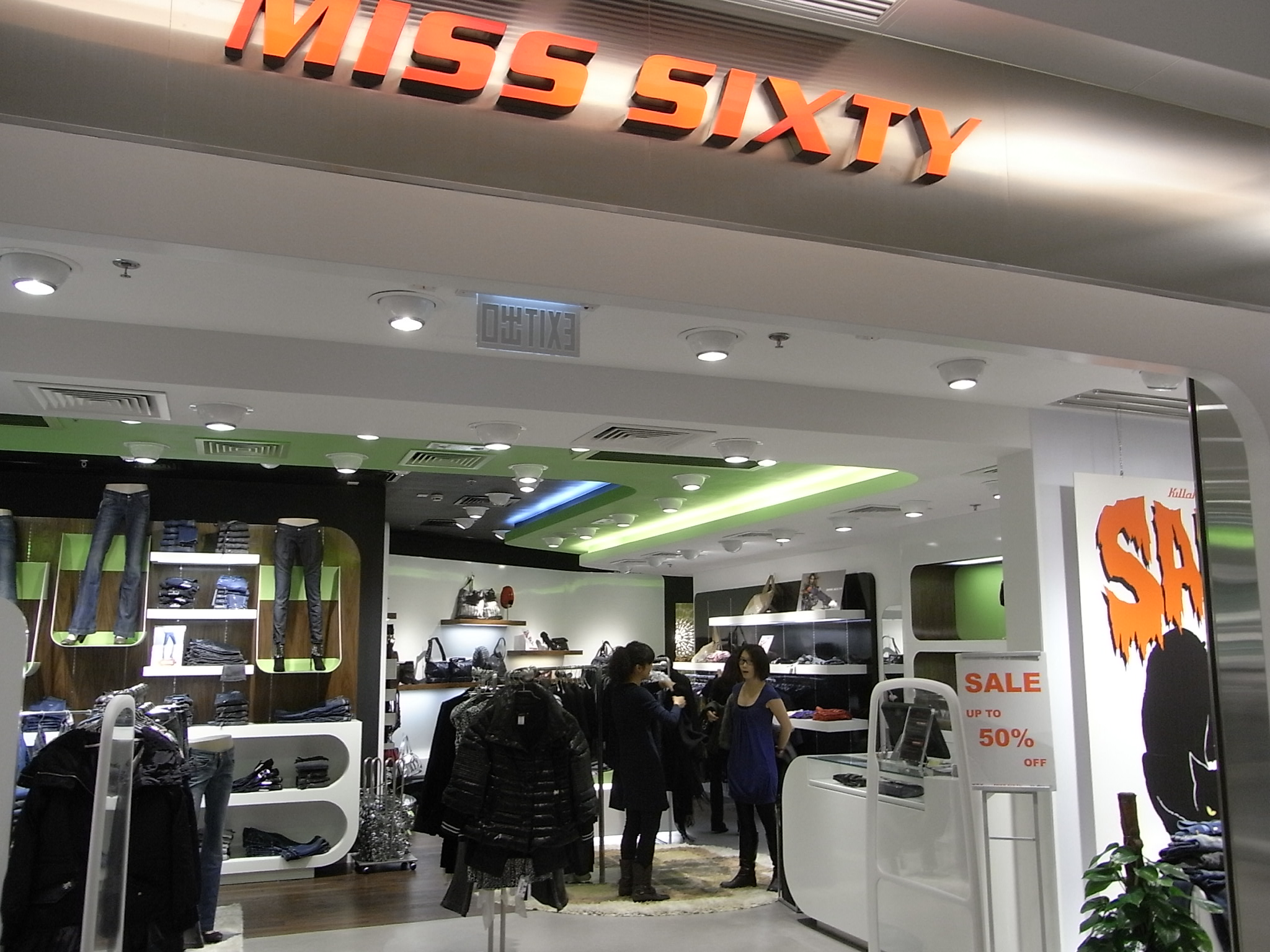
ミラノにあるミスシックスティの店舗

ミスシックスティ (英語: Miss Sixty、MISS SIXTYやMISS 60の表記も用いられる) はイタリアを拠点とするファッションブランドである。ミスシックスティは1991年にデニムウェアを販売する企業として設立された。ミスシックスティは名前の通り、女性向けのブランドを専門としており、ジーンズ、トップス (衣服)｜トップス、スカート、セーター、ジャケット、ハンドバッグ、靴、サングラスなどのカジュアルウェアをイタリア国内及び海外へと販売している。

## 歴史
ミスシックスティは1990年に設立されたシックスティ・グループの子会社であり、シックスティ・グループは1,500人以上の従業員を抱えている。翌年の1991年、シックスティ・グループはミスシックスティと呼ばれるファッションブランドを立ち上げた。ミスシックスティは国際的な注目を集めて急速に成長し、1992年にはアメリカ合衆国で販売を展開するようになった。ミスシックスティの製品は様々なデパートや直営店で販売されている。
2000年、ミスシックスティは独自製作の靴の販売を開始した。2002年、ミスシックスティはサングラスなどのアイウェアの販売を開始、2004年には子供服の販売を開始した。
ミスシックスティはニューヨーク・コレクションを含む様々なファッションイベントにも参加している。